# Gimnazija Vič
Gimnazija Vič je splošna gimnazija v Ljubljani. V obdobju usmerjenega izobraževanja se je imenovala Srednja šola za računalništvo. Deluje od leta 1929, čeprav je bila za kratek čas okupirana in je zato zaprla svoja vrata.
Ravnateljica šole je trenutno Alenka Krapež.

## Zgodovina Gimnazije Vič

### 1930-1940
Šolsko kroniko z letnico 1929/30 je začel pisati njen prvi ravnatelj Anton Fakin.  V začetku so si več prostorov delili še z osnovno šolo. Leta 1932 je bil na šoli prvič zaključni izpit, torej so bili prvič tudi štirje razredi. Leta 1935 šola dobi naziv  I. državna mešano meščanska šola Josipa Jurčiča v Ljubljani. 10. novembra 1938 so na Glincah začeli graditi novo šolsko poslopje po načrtih arhitekta Vinka Glanza, šola je bila za tisti čas zelo moderna, zanjo je bilo potrebno odšteti 5 milijonov din. Zidavo je prevzel stavbenik Mavčič iz Šiške.

### 1940-1950
3. decembra 1940 so na šoli odprli kuhinjo. Finančna sredstva so pomagali zbirati med drugim tudi učenci s predstavami in z literarnimi večeri. 11. aprila je bila Ljubljana že okupirana, tudi šolo so zasedli italijanski vojaki. V letu 1940/41 ni bilo zaključnega izpita, zato je letno spričevalo hkrati veljalo za zaključni izpit, opustili so vse celodnevne ekskurzije in morali so spremeniti naziv šole. Ime je imelo italijansko (I. scuola civica mista, Lubiana) in slovensko (I. mešana meščanska šola Ljubljana) verzijo.
V letu 1941/42 so pričeli pouk šele 4. oktobra. V februarju in marcu je bil pouk prekinjen za ves mesec, potem se je nadaljeval v zmanjšanem obsegu v poslopju osnovne šole na Viču. Prav zato so pouk podaljšali do 11. julija. Na urniku se je pojavil italijanski jezik, zaradi izjemnih razmer pa šola še vedno ni organizirala nobenih izletov in ekskurzij. Ukinjene so bile kulturne prireditve, ni bilo niti roditeljskih sestankov. Od zunajšolskih dejavnosti je ostalo le še zborovsko petje in telovadba. Šola je bila okupirana.
V šolskem letu 1942/43 se je pouk začel šele 14. novembra 1942 v osnovnošolskih prostorih. 2. februarja 1943 je italijanska vojska izpraznila prostore šole. Učenci in učitelji so se vrnili v svoje prostore, v popoldanskem času pa je bila šola na razpolago trinajstim razredom II. realne ženske gimnazije. Pozimi niso uporabljali telovadnice, ker je bilo premalo denarja za kurjavo, telovadili pa so v obeh avlah.
Šolsko leto 1943/44 se je začelo 18. oktobra, saj je 23. septembra 1943 prišlo v šolsko poslopje 1.700 internirancev, ki so se vrnili iz Padove, kasneje pa se je v šolo naselila nemška vojska in v njej ostala do konca vojne. Pouk je potekal na različnih lokacijah: v poslopju zavetišča, v Prosvetnem domu in celo v gostilni Oblak. Deški razredi so imeli pouk dopoldne, dekliški popoldne. Morali so zmanjšati obseg nekaterih predmetov. Nenavadno pa je bilo to, da so kljub stiski lahko oživili šolsko kuhinjo. V njej so kuhale sestre usmiljenke. Šolsko poslopje je bilo skoraj ves čas okupacije obdano z ograjo iz bodeče žice in zavarovano z bunkerji.
V šolskem letu 1944/45 je pouk še vedno potekal na različnih lokacijah. Zaključnih izpitov ponovno ni bilo, spričevalo četrtega letnika je veljalo tudi za završni izpit. Nemška vojska je šolo zapustila 8. maja, na predvečer osvoboditve. Nemški vojaki so ob kapitulaciji stavbo namenoma poškodovali. Po pričevanju župnika na Viču Marjana Čudna se je v zvezi z odhodom nemške vojske iz šole zgodil pravi čudež. V šoli je bilo polno orožja in razstreliva, nemško poveljstvo pa je dalo nalog, da se šola minira. Ljudje so prosili, naj tega ne storijo, ker bi bil uničen ves Vič, vendar so bile prošnje zaman. Minerji so se pripeljali in že prižgali zažigalno vrvico in ko so hoteli z avtom zbežati pred eksplozijo, sta zadnji kolesi pri avtomobilu ob Glinški kapeli odpadli. (Kapela je stala v križišču Gregorinove ulice in Tržaške ceste. Danes stoji kapelica pred župnijsko cerkvijo na Viču, zgrajena je po načrtih prejšnje). Eden od vojakov je skočil in prerezal gorečo vrvico in s tem preprečil eksplozijo. Viški župljani verjamejo, da jih je Brezmadežna ob koncu vojne obvarovala pred hudo nesrečo.
Pozneje so ljudje v okolici pomagali šolo obnoviti. V septembru 1945 so z odlokom ministrstva za prosveto ukinili vse meščanske šole in ustanovili gimnazije. Šola se je preimenovala v Državno mešano gimnazijo Ljubljana – Vič.
Kronika med letoma 1948 in 1965 se ni ohranila, je pa šola imela v tem času še nekaj preimenovanj: 1945 IX. gimnazija Vič, 1958 VII. gimnazija Ljubljana Vič, 1962 VII. gimnazija Ljubljana.

### 1965-1970
Leta 1965 je mesto ravnatelja dobil Stane Virtič. Že takrat so se začeli zavzemati za kakovost šole. Šolska kronika je polna natančno popisanih prekrškov dijakov, drugega pa je zelo malo. Uspeh je bil kljub trudu ravnatelja zelo nizek. Leta 1967 je bil v prvi in drugi konferenci najboljši razred z 72% pozitivnim uspehom. Večina razredov ni dosegla niti 50 % pozitivnega uspeha.

### 1970-1980
Zaposleni na Gimnaziji Vič so v šolskem letu 1970/71 pogosto opozarjali na izredno slabo stanje zgradbe. Predvsem jim je nemoteno delo onemogočala slaba električna napeljava. Organizacija pouka se ni bistveno spremenila. Še vedno so se posvečali učno šibkejšim dijakom. Da izboljšajo učni uspeh celotne šole, sestavili posebno komisijo, ki je bedela nad tem. Med letoma 1973/74 poročajo o izredno slabih pogojih. Ravnatelj je moral celo pred sodnika za prekrške. A šola ni imela dovolj denarja za nakup nove opreme.

### 1980-1990
Leta 1980 so sestavili Program dela z mladino v prostem času, ki je vseboval veliko izvenšolskih krožkov za dijake. V šolskem letu 1980/11 se je ravnatelj s profesorskim zborom prizadeval, da bi gimnazija postala prepoznavna tudi po dobrem znanju dijakov iz računalništva. Tako so 28. 6. 1981 sprejeli nov naziv šole, ki se glasi: Srednja šola za računalništvo. V šolskem letu 1981/82 je profesorski zbor v letnem delovnem načrtu šole zelo poudaril enakovrednost tujega jezika in matematike. Dobro organizirani so bili tudi izvenšolski krožki, ki so bili posledično dobro obiskani s strani dijakov. Leta 1983 je obstajal celo pevski zbor. V nadaljnjem letu je bilo na šoli izvedeno zelo veliko število kulturnih dejavnostih, saj so si s tem zaposleni prizadevali ohraniti ustvarjalnost dijakov. 
Leta 1984 se je vodstvo šole zelo trudilo, da bi ob šoli zgradili prizidek. V šolskem letu 1985/86 na šoli dobijo tri pomembne novosti, in sicer: profesorji športne vzgoje organizirajo finalne tekme šolskih lig, na šoli ponovno obudijo dramski krožek in osem delovnih organizacij štipendira večje število viških dijakov. Ker obljubljenega prizidka ni bilo, so v šol. letu 1986/1987 usposobili dodatno sobo na podstrešju. Na šoli deluje tudi knjižnica. leta 1988 so prenovili program, ki je vključeval izvajanje enotne smeri računalniški tehnik. V šolskem letu 1989/90 so razpisali 5 razredov računalniške in 2 razreda naravoslovne usmeritve. Vzrok za spremembo ni nikjer zapisan, poznamo pa posledico, in sicer ponovno preimenovanje šole. 21. decembra 1989 se preimenuje v Srednjo šolo za računalništvo in naravoslovje.

### 1990-2000
V šolskem letu 1990/91 se šola preimenuje oz. registrira pod drugim imenom. Uradno se šola preimenuje v gimnazijo 6. 2. 1991, z imenom Gimnazija Vič. Dijaki so izdali šolski časopis Včeraj, danes, jutri. V šolskem letu 1992/93 so na šoli uvedli »Šolo za odrasle«. Udeležili so se je zaključni 4. letniki. Takrat so uvedli t. i. obvezne izbirne vsebine. V letih 1993/94 se je šola aktivno vključila v reševanje družbenih problemov tistega časa. Tako so na gimnaziji sprejeli »25 dijakov – beguncev«, ki so po mesec dni prejemali različne ugodnosti. Organizirali so tudi individualno pomoč za učno šibkejše dijake. leta 1994 je bila prvič izvedena poskusna matura. Zapisi poročajo, da je na šoli v začetku šol. leta 1994/1995 vladala prava prostorska kriza in pomanjkanje opreme, sanitarna inšpekcija je prepovedala obratovanje. Tako je ministrstvo obljubilo denar za prenovo šole, prizidek in telovadnico. Dijaki so odlično izkazovali talente na raznih dejavnostih. Še posebej aktivni so bili člani gledališkega kluba. Že drugič so organizirali Vičstock, srečanje rockovskih srednješolskih skupin. Z gradnjo naj bi začeli z začetkom poletnih počitnic, toda zaradi finančnih sredstev so zelo zaostali. Jeseni je pouk potekal na Gimnaziji Bežigrad in Srednji ekonomski šoli na Prešernovi. Med zimskimi počitnicami so se preselili nazaj v prenovljeno šolo. Leta 1996 je bila postavljena spletna stran Gimnazije Vič. Pouk je od šol. leta 1996/1997 potekal samo dopoldan. Jeseni leta 1996 so obnovili tudi pročelje šole in ga predstavili javnosti z veliko otvoritvijo. Šola je dobila tudi svojo novo kuhinjo. 17. 9. 1999 je bila v Cankarjevem domu v Ljubljani proslava ob 60-letnici Gimnazije Vič.

### 2000-2009
Leta 2000 so zaradi upadanja učnega uspeha začeli razmišljati o medpredmetnih povezavah. Od leta 16. 12. 2001 je Gimnazija Vič tudi UNESCO šola, kar omogoča sodelovanje z vsemi pridruženimi članicami po vsem svetu. Istega leta so se začela tudi tekmovanja za najboljši haiku. V šol. letu 2001/02 so na šoli začeli poučevati kot drugi tuji jezik (poleg nemščine in francoščine) tudi italijanščino. Za kakovostno delo in sodelovanje v projektih je Gimnazija Vič 3. 2. 2002 prejela Kumerdejevo priznanje. V šol. letu 2004/05 so lahko dijaki kot drugi tuji jezik izbrali španščino. Viška gimnazija je prejela priznanje za učečo se organizacijo v mednarodnem projektu Comenius. Leta 2005 je bil prvič organiziran dvodnevni spoznavni tabor za vse prve. Z namenom, da bi izboljšali delo v razredu, so v šol. letu 2006/07  izvedli  projekt Učenje za učenje namenjen 1. letnikom. V tem šolskem letu je projektna skupina izdelala Koncept dela z nadarjenimi dijaki. 31. marca 2009 je šola na Gospodarskem razstavišču organizirala prireditev ob 80. letnici delovanja šole.

## Zgradba

### Zgodovina današnje stavbe
Zgodovina šole sega v šolsko leto 1929/30, ko so na Viču ustanovili I. mešano meščansko šolo v Ljubljani. Prostore je šola dobila v drugem nadstropju novega poslopja osnovne šole. Ker je šola gostovala, so takoj po ustanovitvi razmišljali o gradnji lastnega poslopja. V ta namen so odkupili zemljišče zraven osnovne šole, načrt pa je izdelal arhitekt Vinko Glanz. Zaradi pomanjkanja denarja so z zidavo začeli šele v šolskem letu 1936/37 in z gradnjo končali leta 1939.
Stavba se ni posebno vzdrževala in prenavljala vse do leta 1994, ko so bivalne, delovne in higienske razmere postale nevzdržne za normalen učni proces.
Leta 1994  so vodstvo šole z ravnateljico Katjo Hvala, svet šole, svet staršev in dijaška skupnost Gimnazije Vič na podlagi meritev in slabih delovnih in higienskih razmer zaprosili Ministrstvo za šolstvo in šport za dozidavo prizidka in notranjo sanacijo šole.
Dozidava prizidka in obnova sta se zavlekli do oktobra 1996; otvoritev popolnoma prenovljene stavbe pa je bila 24. oktobra 1996 (kljub temu, da tehnični pregled tedaj še ni bil opravljen). Celotno poslopje je bilo prenovljeno marca 1996. Prenovili so razrede, knjižnico, zbornico in sanitarije, novost je bilo tudi dvigalo za invalide, kupola za manjši planetarij, kabinet za fitnes in multimedijska soba. Glede na vedno večjo izbirnost predmetov in zaradi drugačnega načina pouka je bilo prostora vedno premalo. Vodstvo šole se je leta 2003 odločilo za dograditev dveh manjših učilnic (t. i. akvarijev) v avlah tretjega in četrtega nadstropja.

### Arhitektura
Stavba Gimnazije Vič ima dva dela: stari del, ki ga je načrtoval arhitekt Vinko Glanz, in novi prizidek. Glanz je stavbo načrtoval na zemljišču med danes zelo prometno Tržaško cesto in dosti manj prometno železniško progo Ljubljana–Koper. Stavba je zasnovana kot vogalni objekt med Tržaško cesto in Gregorinovo ulico. Podolgovata stavba s pravokotnim tlorisom je postavljena vzdolž Tržaške ceste, v katero pa se danes na dvoriščni strani zajeda nov trakt. Stavba je le 10 metrov oddaljena od Tržaške ceste, kar nakazuje na to, da je bila železniška proga dosti bolj obremenjena in hrupna, zato je arhitekt večino odprtin (oken) načrtoval na fasadni strani. Glanz v tistem času še ni mogel predvideti močnega avtomobilskega prometa, ki danes predvsem v poletnem času onemogoča zračenje učilnic, hrup pa moti učni proces.
Stavba ima štiri etaže. Prva deluje s fasadne strani kot kletna, čeprav šola ni podkletena; visoko  pritličje, do katerega vodijo stopnice z glavnim vhodom in nadstreškom, ki ga nosita dva kvadratna opečno zidana slopa, in dve enakovredni nadstropji, ki že na zunaj sporočata vsebino notranje organizacije stavbe. Stavba je pokrita z ravno streho. Arhitekt je že z enostavnim nizanjem serijskih elementov – oken – v spodnjih dveh etažah nakazal na členitev fasade. To je še podkrepil z uporabo rdečerjavega klinkerja vzdolž celotnega pročelja ob Tržaški cesti in nadaljeval v enaki preobleki prizidek s telovadnico ob Gregorinovi ulici. Delitev na spodnji rdečerjavi klinker in zgornji del bele fasade nakazuje, da se je avtor obrnil k moderni arhitekturi in funkcionalizmu; da sledi razvoju sodobne arhitekture, hkrati pa se še navezuje na Plečnikovo šolo.

### Časovna spirala in kolesar
Danes je na stranski fasadi naslikana tudi časovna spirala, kjer je tudi mehanizem delujoče, točne ure. Kolesar simbolizira učenje in pot dijakov. Na začetku je narisana tudi zaprta knjiga, ki se proti koncu  spirale odpira. Poslikavo s plastiko kolesarja so zasnovali po prenovi gimnazije, leta 1996. Avtorja časovne spirale sta Mojca Leben in Davor Grgičevič. Denar za prenovo pročelja sta prispevala Mestna občina Ljubljana in Ministrstvo za šolstvo, prenova pa je sodila v projekt Ljubljana – moje mesto. Poslikava je bila leta 2008 barvno osvežena.

### Dograditev nove telovadnice
V novembru 2012 je bila odprta nova telovadnica, saj je bila stara (zgrajena leta 1939) je že zdavnaj pretesna. Trenutno je stara telovadnica s pripadajočim fitnesom v adaptaciji. Leta 1996, ko so šolo obnavljali je za telovadnico zmanjkalo denarja in tako so le polakirali staro. Načrti za gradnjo nove bi morali biti v prvi fazi že leta 1995, vendar je bila prednost in nujnost gradnja novega prizidka. Nova telovadnica pa je sedaj že postala resničnost - temeljni kamen sta 10. 5. 2011 slovesno položila ravnateljica in minister za šolstvo in šport Igor Lukšič. V sklopu telovadnice - prizidka je še večnamenski prostor (avditorna dvorana), učilnice in knjižnica. Prizidek je bil uradno odprt v januarju 2013; otvorila sta ga ravnateljica Alenka Krapež in minister za izobraževanje, znanost, kulturo in šport Žiga Turk.

## Znani dijaki
- Pavle Ravnohrib, igralec
- Peter Musevski, igralec
- Ajda Smrekar, igralka
- Slobodan Žumer, fizik
- Mark Pleško, fizik
- Matjaž Željko, matematik in profesor
- Jaka Smrekar, matematik, profesor
- Zvone Šedlbauer, režiser
- Matjaž Zupančič, dramatik, režiser, profesor
- Matjaž Pograjc, režiser
- Blaž Završnik, režiser
- Lev Predan Kowarski, direktor fotografije
- Jonas Žnidaršič, igralec
- Dušan Pirih Hup, slikar in fotograf
- Janez Bogataj, etnolog
- Barbara Šerbec - Šerbi
- Jasmina Jamnik, novinarka in tv voditeljica
- Maruša Mišmaš, športnica
- Lane Stranič, primabalerina, baletna pedagoginja
- Borut Šuklje, novinar, diplomat, pisatelj
- Dušan Mramor, ekonomist, profesor
- Juš Milčinski, improvizator in igralec
- Miha Brajnik, igralec in TV voditelj
- Erika Pečnik Ladika, novinarka
- Nina Strnad, pevka zabavne glasbe
- Tone Fornezzi - Tof, humorist
- Žiga Brank, violinist
- Ana Marija Mitič, improvizatorka, moderatorka, igralka
- Nejc Simšič, novinar
- Josip Globevnik, matematik, akademik
- Neža Kosta Mramor, matematičarka
- Marjan Vešligaj, novinar
- Črt Kanoni, novinar, svetovalec za odnose z javnostmi
- Siniša Gačić, novinar in režiser
- Melani Mekicar, plesalka, radijka in TV voditeljica